# Kẻ thế mạng
Kẻ thế mạng (hay Hoán đồi thân xác) (tiếng Anh: Self/less) là một bộ phim hành động khoa học viễn tưởng giật gân của Mỹ 2015 do Tarsem Singh đạo diễn, sản xuất bởi Ram Bergman và James D. Stern, viết kịch bản bởi Alex và David Pastor. Phim có sự tham gia của Ryan Reynolds, Natalie Martinez, Matthew Goode, Victor Garber, Derek Luke và Ben Kingsley. Phim dự kiến khởi chiếu tại Việt Nam ngày 14 tháng 8 năm 2015.